# Reko-Lokomotive

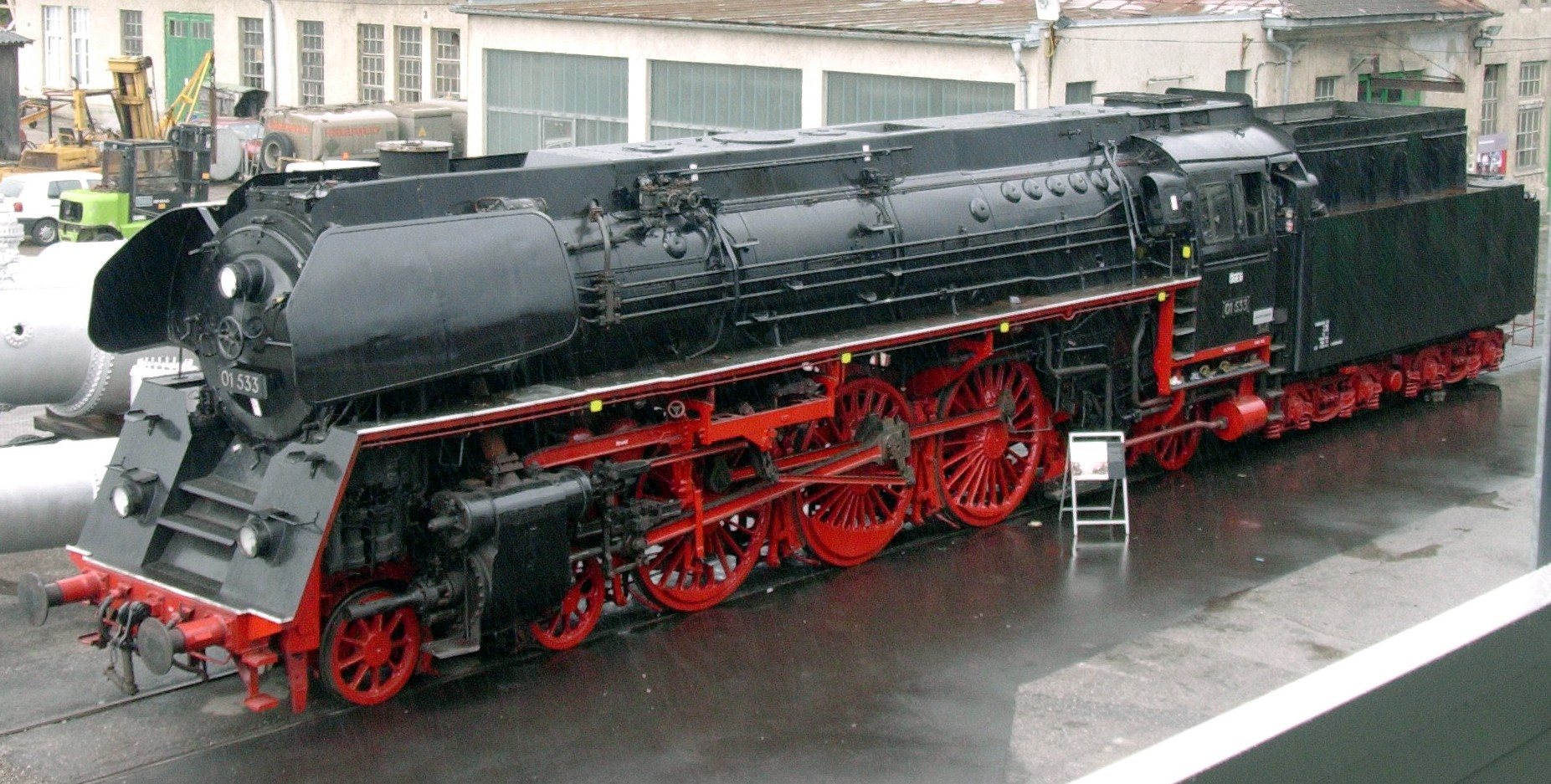
Rekolokomotive der Baureihe 01.5

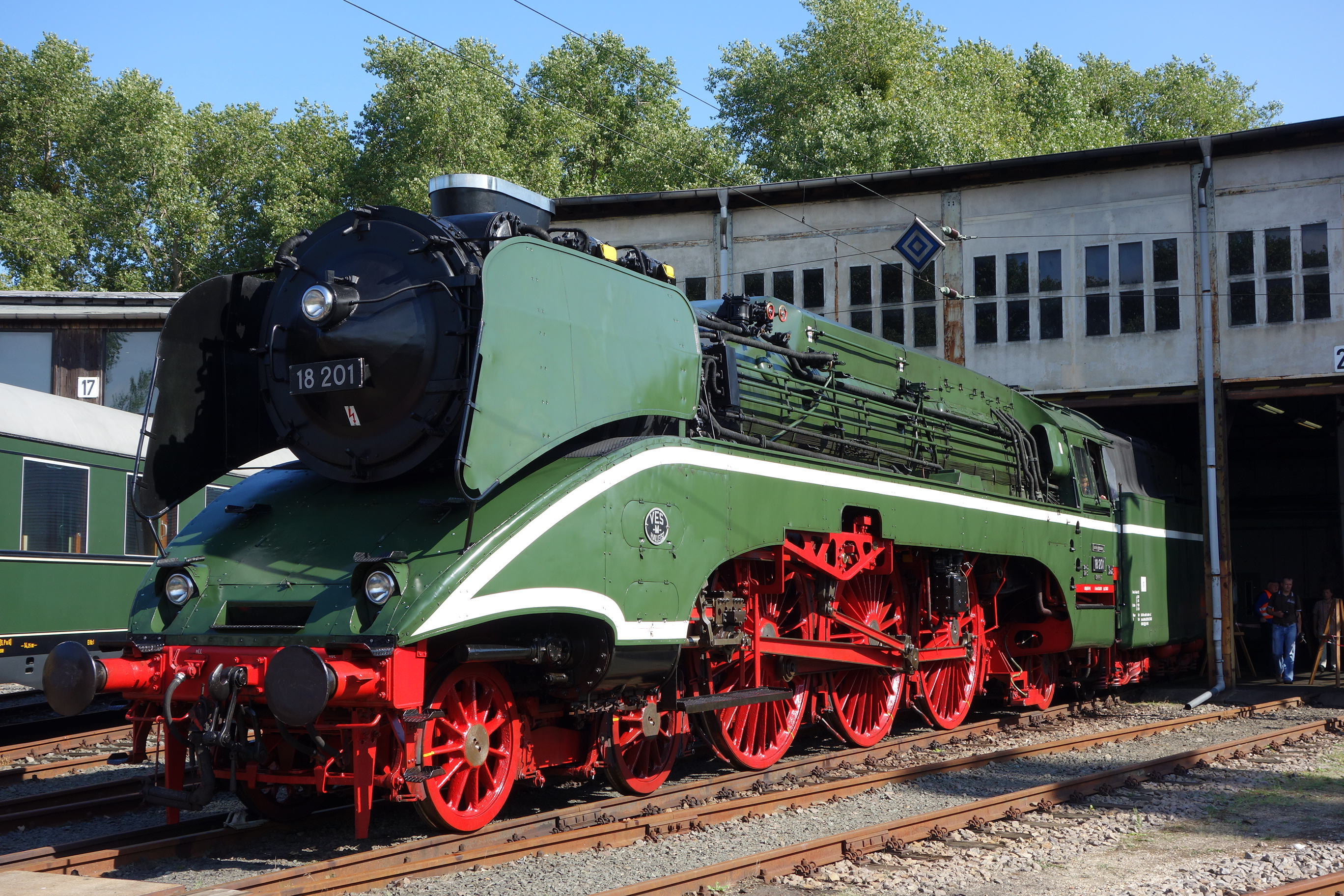
Einzelgänger unter den Rekoloks, die 18 201

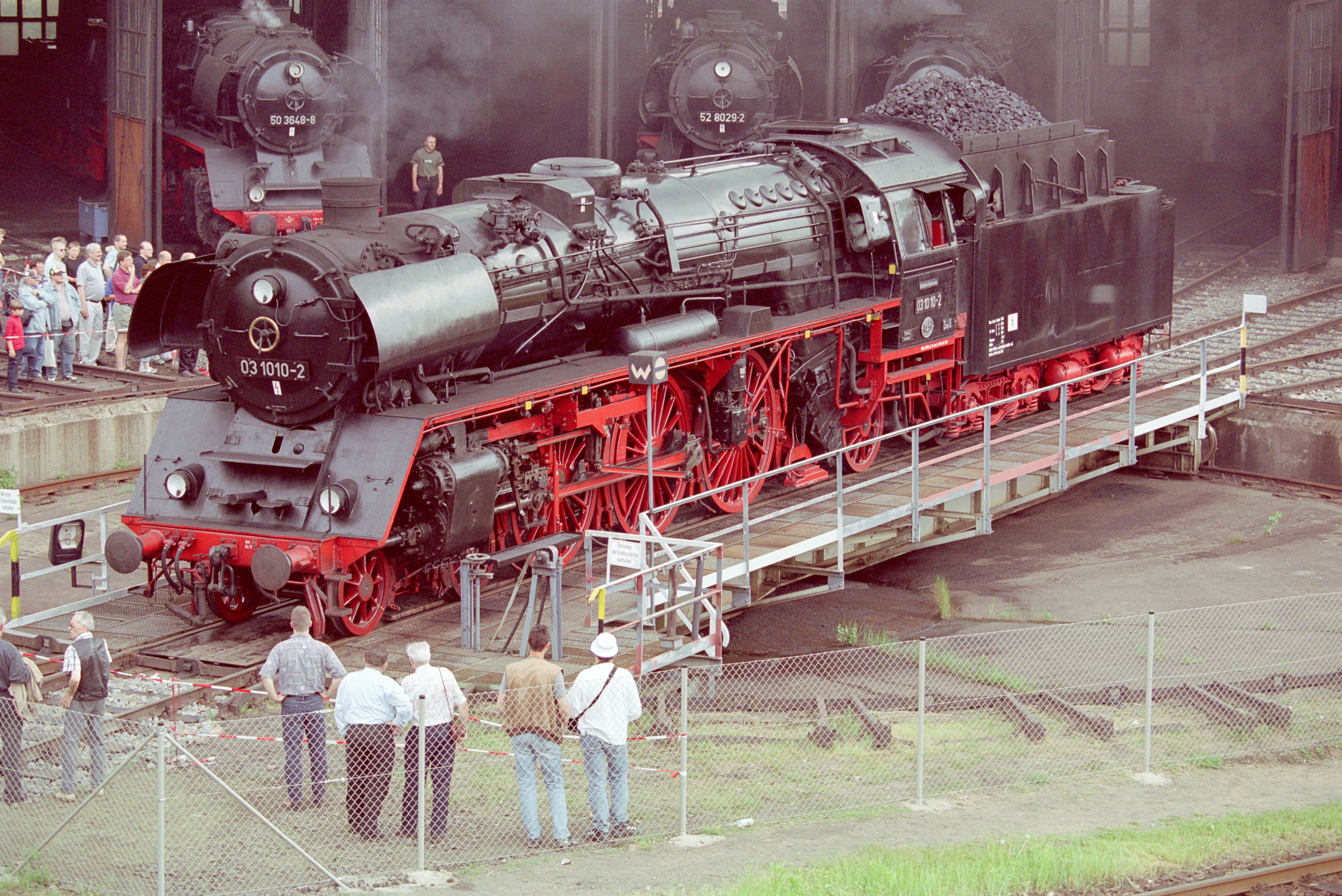
Rekolokomotive 03 1010 hat wegen ihres Einsatzes als Bremslokomotive einen Oberflächenvorwärmer

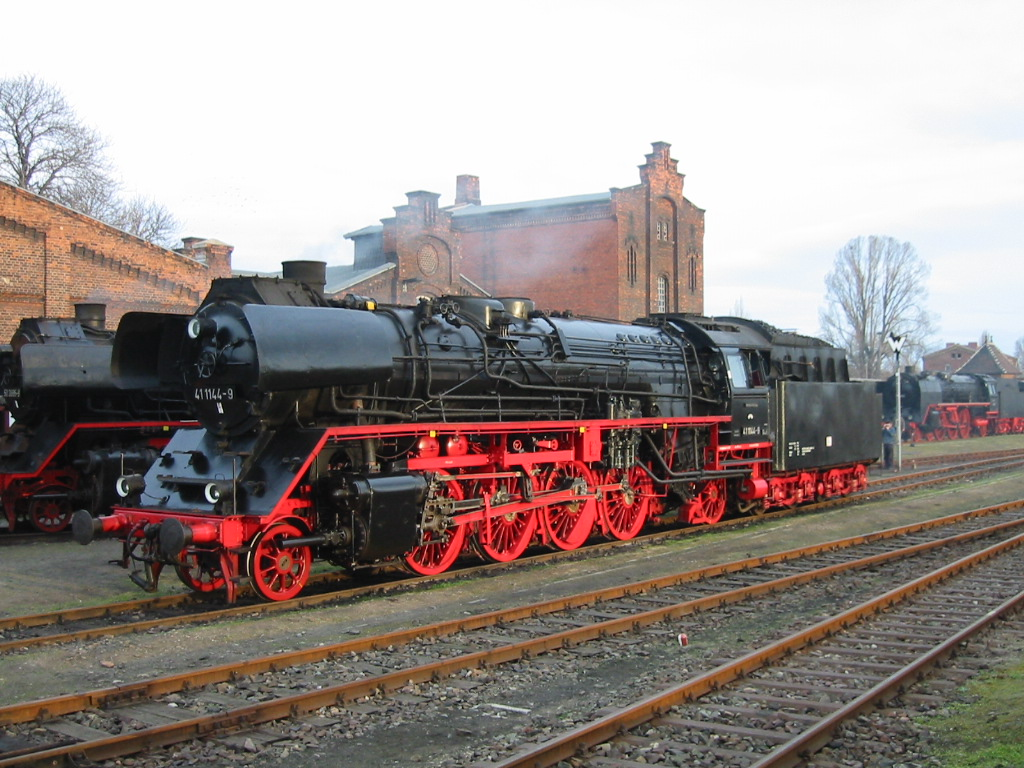
Rekolokomotive der Baureihe 41

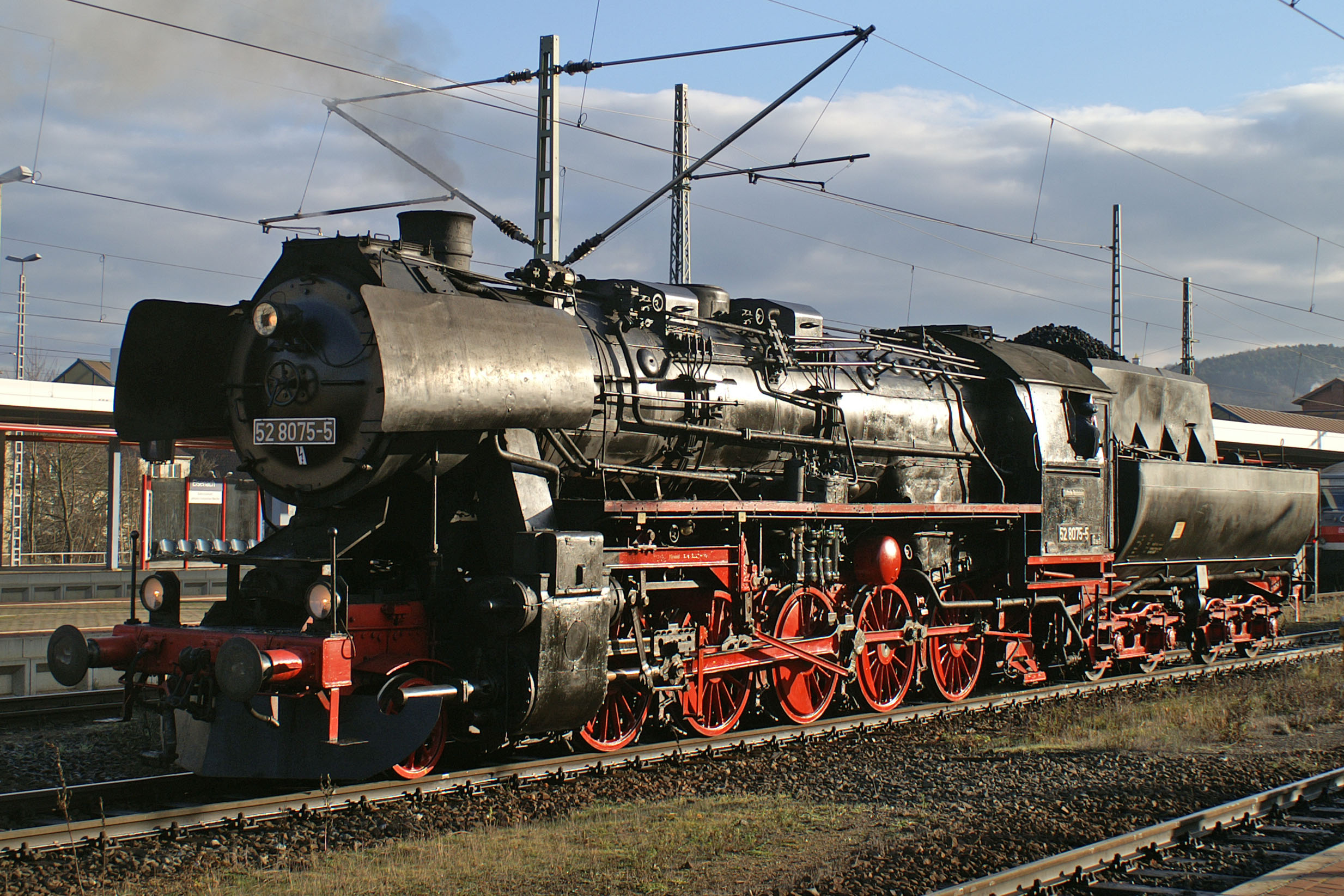
Mit 200 Exemplaren die zweitmeistgebaute Baureihe 52.80, hier 52 8075

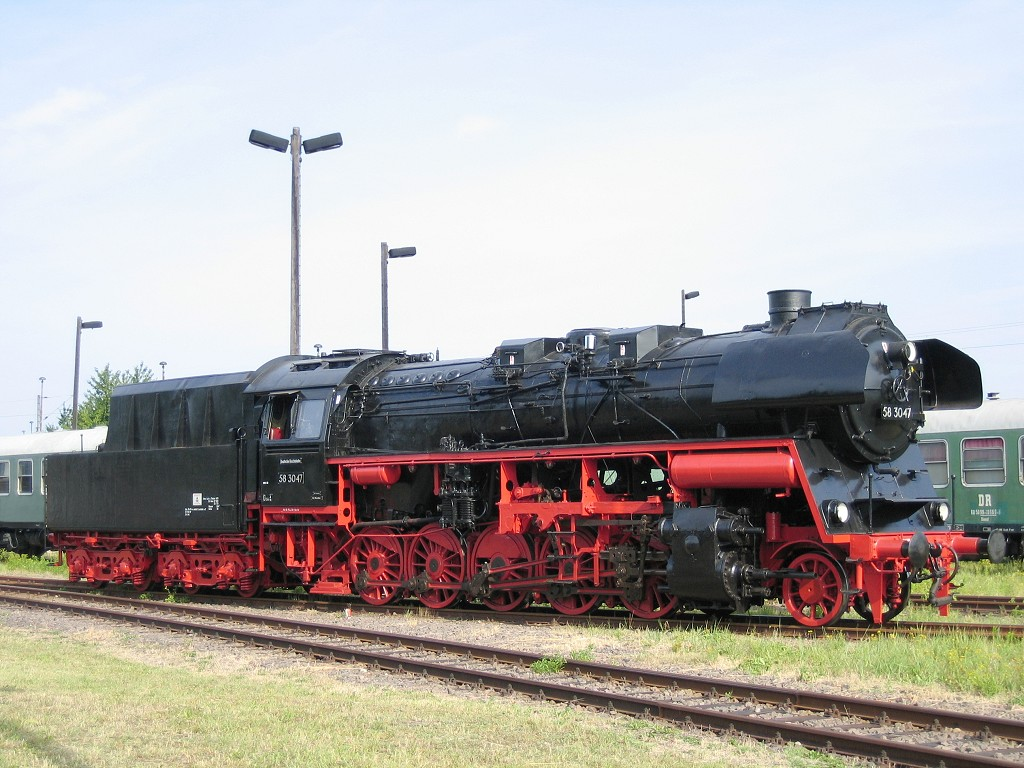
Rekolokomotive der Baureihe 58.30

Die Bezeichnung Reko-Lokomotive wurde 1957 bei der Deutschen Reichsbahn eingeführt. Bei der sogenannten Rekonstruktion – im DDR-Sprachgebrauch ein Synonym für Umbau oder Modernisierung – wurden die Maschinen für zunächst etwa zwei weitere Erhaltungsabschnitte ertüchtigt, außerdem sollten Mängel, die sich im Betrieb gezeigt hatten, von Grund auf behoben werden. In den meisten Fällen betraf es die empfindlichen Wagnerschen Langrohrkessel mit ihrem ungünstigen Verhältnis von Strahlungs- zu Rohrheizfläche.

## Geschichte
Der Begriff wird für Baureihen von Dampflokomotiven der Deutschen Reichsbahn verwendet, bei denen erhebliche Umbauarbeiten zur Leistungssteigerung und zur Anpassung an die Brennstoffsituation in der DDR (Mangel an für die Lokomotivfeuerung geeigneter Steinkohle) sowie zur Beseitigung von Konstruktionsfehlern und kriegsbedingten „Entfeinerungen“ vorgenommen wurden. Gleichzeitig wurden Reparaturarbeiten durchgeführt. Die Rekonstruktion umfasste mindestens auch den Einbau eines neuen Hochleistungsdampferzeugers. Ein charakteristisches Merkmal dieser Rekoloks ist demzufolge der Verbrennungskammerkessel mit dem eckigen Mischkasten vor dem Schornstein. Einzelne Baureihen, die noch nicht nach den Grundsätzen der Einheitslokomotiven entworfen worden waren (Baureihen 58.30 und 39), erhielten statt der nach dem Kesselwechsel immer erforderlichen neuen Führerhausstirnwände komplett neugebaute Einheitsführerhäuser. Ebenso wurden Laufradsätze mit abweichenden Raddurchmessern durch solche der Einheitsbauart ersetzt (insbesondere bei den ehemals sächsischen 19.0). Die verschlissenen Gusszylinderblöcke ersetzte man teilweise durch Zylinder in Schweißkonstruktion. Im Gegensatz zum Umbauprogramm der Deutschen Bundesbahn wurden die neuen Kessel nicht den jeweiligen Lokomotivbaureihen angepasst, sondern die Befestigungspunkte der Lokomotiven den neuen Kesseln. Die dadurch gewonnene freie Austauschbarkeit der Dampferzeuger erkaufte man sich durch teilweise umfassende Änderungen an den Lokomotivrahmen. Nach den Umbauten verließen die meisten Rekobaureihen die Werkstätten mit einem völlig neuen Aussehen. Als markanteste Beispiele dafür sind die Baureihen 01.5 und 58.30 zu nennen.
Grundsätzlich wurden nur ausgesuchte Lokomotivbaureihen rekonstruiert, die im Betriebsdienst noch nicht verzichtbar waren und von denen man noch eine lange Einsatzzeit erwartete. Spenderfahrzeuge dafür waren meist Lokomotiven jüngerer Baujahre oder Bauserien, die ohnehin zur Aufarbeitung anstanden.
Als erstes Fahrzeug verließ die Güterzug-Lokomotive 50 3501 am 12. November 1957 das Raw Stendal, dem sie als 50 380 zugeführt worden war. Die erste Reko-50, nunmehr als 50.35 bezeichnet, teilte man dem Bw Güsten zu. Letzte Rekolokomotive war die 52 8200, die am 23. Dezember 1967 in Betrieb ging, das Rekoprogramm galt zunächst als beendet. 1968 forderte dann die Staats- und Parteiführung der DDR die Reichsbahn auf, eine strategische Reserve von 45 Schnellzuglokomotiven der Baureihe 03 (18 t mittlere Kuppelachsfahrmasse) zu schaffen. Von 1969 bis 1972 sind im Raw Meiningen nicht nur die geforderten 45, sondern sogar 52 Lokomotiven dieser Baureihe mit den erst wenige Jahre alten Rekokesseln der bis dahin weitgehend ausgemusterten Baureihe 22 (ehemals Baureihe 39, Preußische P 10) ausgerüstet worden. Die Rekolokomotiven der Baureihe 58.30 waren, bedingt durch ihr Alter und den sehr umfangreichen Reparatur- und Arbeitsbedarf der Spenderfahrzeuge, die teuersten Umbauten des gesamten Programms.

## (Um)gebaute Normalspurlokomotiven
Aus folgenden Regelspur-Dampflokomotivbaureihen wurden bei der Deutschen Reichsbahn Maschinen rekonstruiert und einer neuen Baureihe oder Unterbaureihe zugeordnet:
- 1962–1965: 35 Lokomotiven der Baureihe 01 zur Baureihe 01.5 (Raw Meiningen)
- 1959, 1966: 18 Lokomotiven der Baureihe 03.10 (Raw Meiningen). Die Maschinen dieser Baureihe behielten ihre ursprünglichen Ordnungsnummern, da wegen des Zustandes der aus nicht alterungsbeständigem Stahl St 47K bestehenden Kessel sämtliche vorhandenen Maschinen mit Nachbaukesseln ausgerüstet bzw. rekonstruiert werden mussten.
- 1958–1962: 85 Lokomotiven der Baureihe 39 zur Baureihe 22 (Raw Meiningen)
- 1957–1960: 80 Lokomotiven der Baureihe 41 zur Baureihe 41 (Reko) (Raw Chemnitz / Raw Zwickau). Auch diese Maschinen behielten ihre Ordnungsnummern, weil wegen der aus St 47K bestehenden Kessel der Gesamtbestand neubekesselt werden sollte.
- 1957–1961: 208 Lokomotiven der Baureihe 50 zur DR-Baureihe 50.35 (Raw Stendal)
- 1960–1967: 200 Lokomotiven der Baureihe 52 zur Baureihe 52.80 (Raw Stendal)
- 1958–1962: 56 Lokomotiven der Baureihe 58 zur Baureihe 58.30 (Raw Zwickau)
- 1969–1972: 52 Lokomotiven der Baureihe 03 (Raw Meiningen). Diese Umbauten wurden offiziell nicht Rekonstruktion genannt, da das Programm bereits beendet war und keine Neubaukessel, sondern gebrauchte Rekokessel verwendet wurden. Sie behielten deshalb auch ihre Betriebsnummern.

und als Einzelfahrzeuge für den Versuchsbetrieb sowie teilweise als Versuchsträger:
- 1961–1965: fünf Versuchslokomotiven der VES-M Halle 18 201, 18 314, 19 015, 19 022, 23 001 (Alt)

Federführend beim Rekonstruktionsprogramm war die Versuchs- und Entwicklungsstelle Maschinenwirtschaft in Halle (Saale).

## Weitere „Rekolokomotiven“
Neben den verbesserten Normalspurdampfloks wurden unter dem Begriff „Rekolokomotive“ noch weitere Fahrzeuge umgebaut. Zunächst als Großteilerneuerung von verschlissenen Maschinen begonnen, änderte sich das Programm dazu zur Rekonstruktion. Diese Exemplare der Baureihen 99.64–71 und 99.51–60 waren de facto Neubauten, da fast keine alten Teile wiederverwendet worden waren. Zusätzlich wurden noch weitere einzelne technisch vollkommen veraltete Einzelfahrzeuge fast komplett neu gebaut. Auch einige Kleinlokomotiven wurden in dieses Programm aufgenommen, teilweise änderte man bei der „Rekonstruktion“ sogar die Spurweite.